# یسعد بورحلی
یسعد بورحلی (انگلیسی: Isâad Bourahli؛ زادهٔ ۲۳ آوریل ۱۹۷۴) بازیکن فوتبال اهل الجزایر است.
از باشگاه‌هایی که او در آن بازی کرده‌، می‌توان به باشگاه فوتبال وفاق سطیف، باشگاه فوتبال اتحاد الجزایر، باشگاه فوتبال مولودیه الجزایر و باشگاه فوتبال قسنطینه اشاره کرد.
بورحلی همچنین در تیم ملی فوتبال الجزایر بازی کرده‌است.